# Верхулст, Йоханнес
Йоханнес Верхулст (нидерл. Johannes Verhulst, МФА: [joˑˈɦɑnəs vərˈɦʏlst], вместе [joˑˈɦɑnəsfərˈɦʏlst]), полное имя Йоханнес Йозеф Херман Верхулст (нидерл. Johannes Joseph Hermann Verhulst, в некоторых старых русских источниках Фергельст; 19 марта 1816, Гаага — 17 января 1891, Блумендал) — голландский композитор и дирижёр.
В десятилетнем возрасте, поступив в хоровую школу только что созданной Гаагской консерватории, был замечен и поддержан её директором Иоганном Генрихом Любеком, однако отец Верхулста категорически возражал против его музыкальной карьеры и отдал его в ученики печатника. Однако по настоянию барона Каттендейке, патрона придворного оркестра короля Виллема I, родители Верхулста сдались, и в 15 лет он был принят в оркестр скрипачом, а вскоре уже играл в нём первую скрипку. В 1836 году Феликс Мендельсон, отдыхавший в Схевенингене, увидев ноты сочинённой Верхулстом увертюры, пригласил юношу учиться в Лейпциг, где тот провёл шесть лет, сочинил симфонию и начал пробовать себя как дирижёр. К этому периоду относится знакомство Верхулста с Робертом Шуманом, чьё творчество навсегда осталось для Верхулста ориентиром; в свою очередь Шуман посвятил Верхулсту Увертюру, скерцо и финал Op. 52 (1841—1845).
В 1842 году Верхулст был вытребован назад королём Виллемом II. С 1848 по 1886 год он возглавлял ведущие оркестры страны в Роттердаме, Гааге и Амстердаме, будучи одной из влиятельнейших фигур в музыкальной жизни Нидерландов и стоя при этом на довольно консервативных позициях — в частности, препятствуя исполнению музыки Гектора Берлиоза и особенно Рихарда Вагнера; согласно воспоминаниям Леопольда Ауэра, контракт Верхулста по требованию самого дирижёра включал пункт, освобождавший его от дирижирования сочинениями Вагнера и Ференца Листа. Тем не менее, 15 апреля 1865 года в Гааге под руководством Верхулста прошла премьера «Пляски смерти» Листа (партию фортепиано исполнил Ганс фон Бюлов). В наследии Верхулста центральное место занимают песни, следующие образцам Роберта Шумана.
Именем Верхулста в 1960 году названа улица (нидерл. Verhulstlaan) в роттердамском районе Моленланквартир.